# Provincia de Kompung Thom
La Provincia de Kompung Thom es una provincia del Reino de Camboya ubicada en el noreste del país y cuya capital es la ciudad de Kompung Thom. La palabra Kompung traduce en jemer "Puerto" y Thom significa "grande" o "principal". Kompung Thom es también la provincia cuna del célebre líder de los Jemeres Rojos, Saloth Sar, quien pasaría a la historia como Pol Pot, y quien nació en la aldea de Prek Sbauv, a orillas del río Sen. Aparte de ello, la provincia tiene otras importancias históricas dada su proximidad a los templos de Angkor como el Templo de Kuhear Nokor, fundado por el rey Suryavarman I y el Monte Suntok, un auténtico parque temático budista con 809 escalones que conducen a un complejo arqueológico.

## Geografía
La provincia está situada en una región estratégica en el centro del país y es una de las más extensas. Tiene parte del lago Sap con el que limita al sudoeste. Es atravesada por la Carretera 6 que va de Nom Pen hacia la provincia de Siem Riep y la Carretera 12 que va hacia el norte por la provincia de Preah Wijía y se conecta con Laos. La capital provincial se encuentra situada a 162 km de la capital del país. El río Steung Saen que nace en los montes Dangrek (norte de Camboya), atraviesa la provincia y desemboca en el lago Sap.

## Importancia

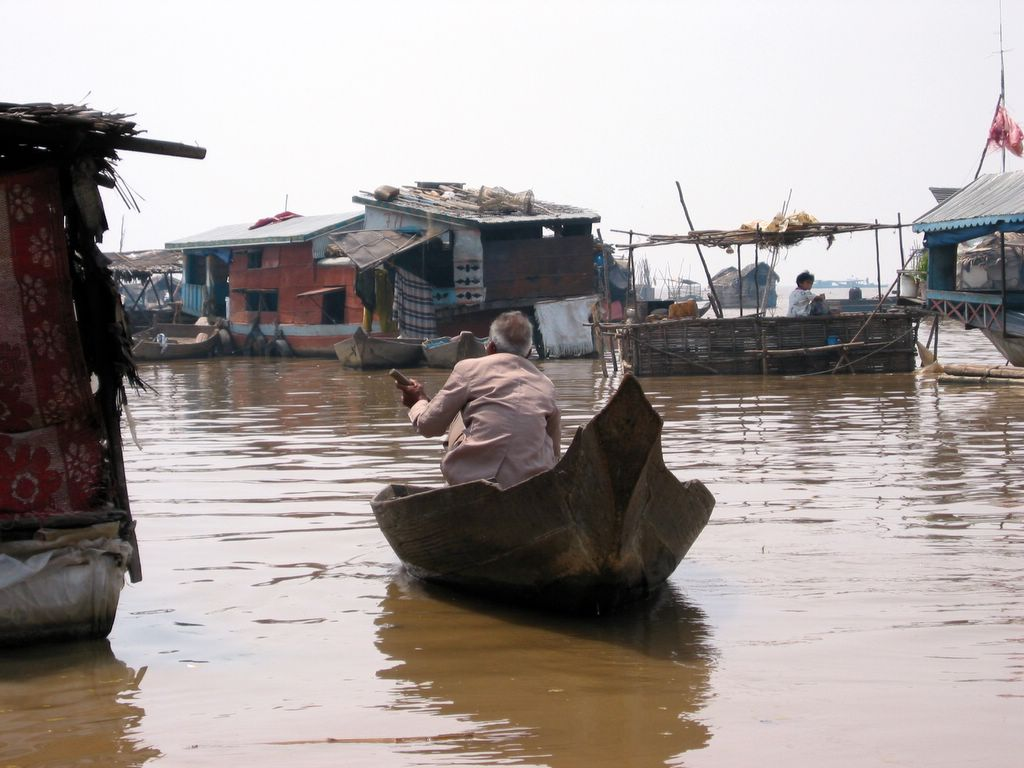
Anciano en una canoa del lago Sap.

La provincia hace parte del gran complejo arqueológico de los Templos de Angkor y en su territorio quedan los restos de una de las antiguas capitales reales, Sambor Prei Kok, a 29 km al norte de la capital provincial. También conserva, aún más antiguo que el Imperio jemer, evidencias arqueológicas del Reino de Chenlá (pre-angkoriano de la cual Sambor Prei Kok fue capital).
En tiempos contemporáneos, Kompung Thom fue la cuna del célebre Pol Pot y la provincia llegó a ser uno de los principales fuertes de los jemeres rojos incluso hasta después de la caída del régimen de Kampuchea Democrática en 1979.
En la actualidad, más que región de paso entre Nom Pen y la provincia de Siem Riep, la provincia es también lugar de destino de visitantes nacionales y extranjeros.

## Sambor Prei Kuk

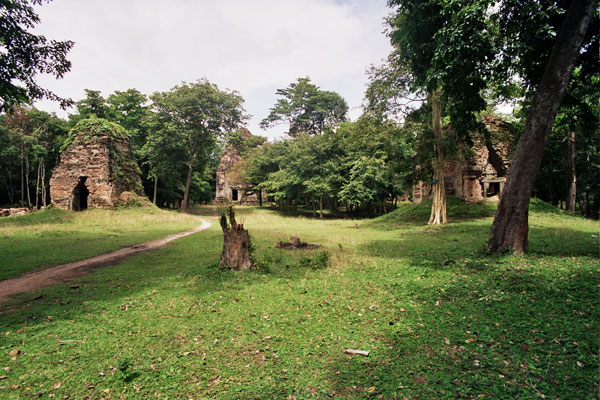
Ruinas del parque arqueológico Sambor Prei Kuk (siglos a

Sambor Prei Kuk (en camboyano: ប្រាសាទសំបូរព្រៃគុក, Prasat Sambor Prei Kuk o Isanapura) es un sitio arqueológico de Camboya localizado en la Provincia de Kompung Thom, a 30 km al norte de la Capital Provincial. El complejo hindú pertenece a la era Pre-Angkoriana del Reino de Chenlá (entre finales del siglo VI y principios del siglo IX d. C.), siendo una de sus capitales conocida como Isanapura. En 1 de enero de 1992 el gobierno camboyano presentó su candidatura a la Unesco que incluyó Sambor Prei Kuk en la Lista Provisional.

## Templo de Kuhear Nokor
ver Hinduismo.
A 2 km de la aldea de Taing Kok. Aunque en la actualidad se le conoce como "Wat Kuhear Nokor" es decir "Pagoda de Kuhear Nokor" con sentido budista, el complejo arqueológico corresponde en realidad a una época anterior al advenimiento del budismo en Camboya, es decir, durante el periodo angkoriano hinduista. De hecho el nombre "Nokor", traduce "Antiguo Reino". El Templo fue construido por el rey Suryavarman I y no fue terminado por causas desconocidas. En el interior del Templo se encuentra un interesante santuario conocido hoy como "Prasat Wat Kuhear Nokor" que traduce "templo pagoda del antiguo reino de Kuhear" y que según los científicos contendría en la antigüedad una estatua de Shivá, dios destructor de las tres formas y para sus esposas. Algunos sectores del Templo se encuentran derruidos, pero en general está conservado. También se encuentra allí, al sureste del complejo, una habitación que fue utilizada por los jemeres rojos como prisión.

## Monte Suntok
Conocido en la región como Phnom Suntok (en jemer Phnom significa 'monte'), se trata de un verdadero parque temático budista. Para llegar a la cima del monte existen 809 escalones que los creyentes budistas suben en peregrinaje llevando flores de loto para honorar el Buda. A lo largo del ascenso existen diversos santuarios en donde los peregrinos dirigen oraciones y los visitantes pueden descansar. Vendedores de medicina tradicional, flores de loto y otras especies son parte del lugar. Figuras de animales de contenido sagrado e imágenes del Buda son la atracción de Suntok.

## Otros lugares

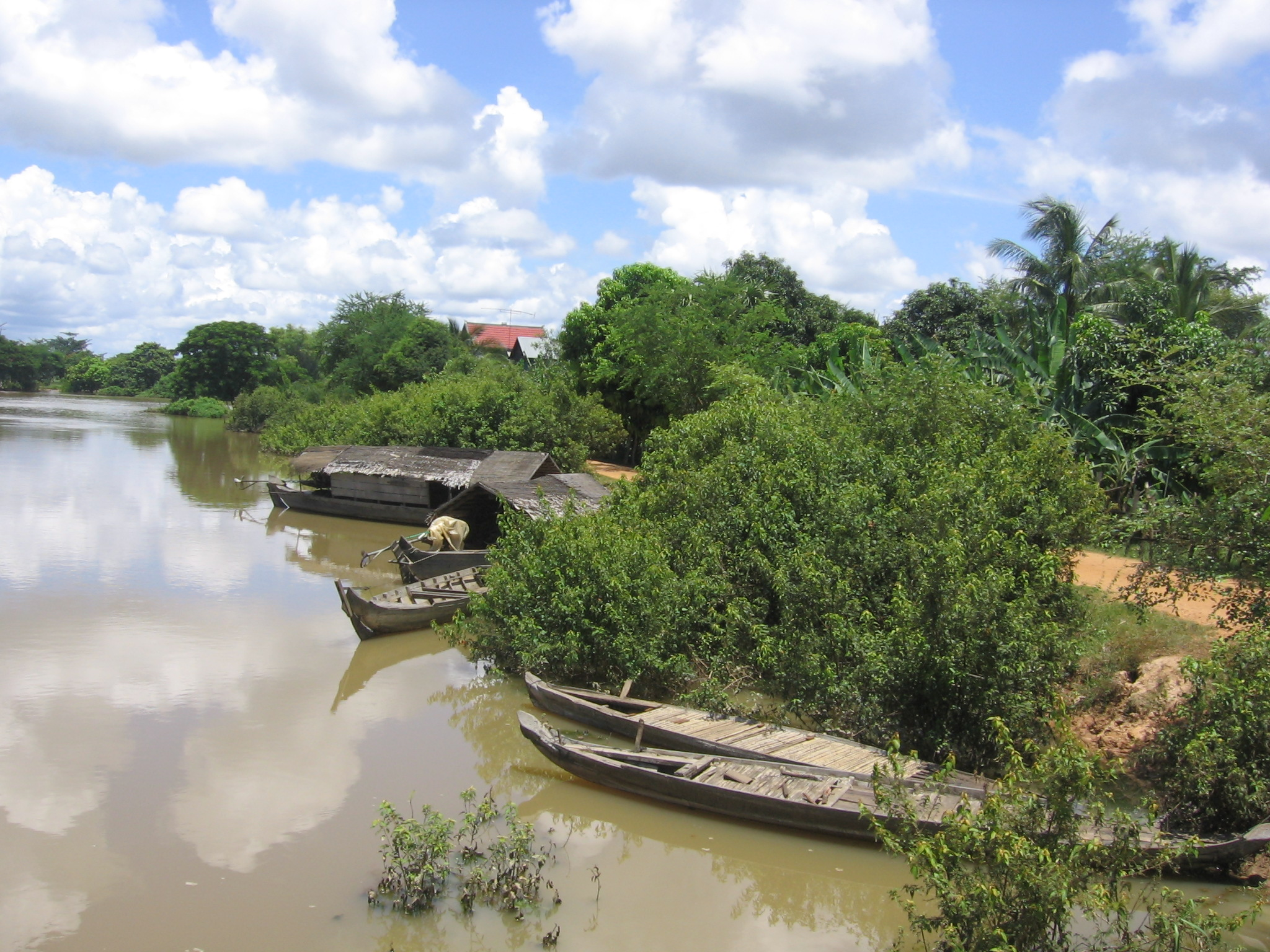
Prek Sbauv, a orillas del río Sen, lugar en donde nació Pol Pot.

La Provincia tiene otros lugares de interés, además de su llanura natural de aldeas de pescadores: el Lago Prei Pros (traducido como Lago Bosque de los Hombres), lugar preferido para paseos y bañistas, el Templo Andaet (Prasat Andaet) datado del tiempo pre-angkoriano (entre los siglos VI y VII).

## División política
La Provincia está dividida en 8 distritos:
- Distrito de Stung Sen.
- Distrito de Prasat Balank.
- Distrito de Staung.
- Distrito de Sambour.
- Distrito de Barey.
- Distrito de Santuk.
- Distrito de Kompung Svay.
- Distrito de Sandan.
- Ciudad de Kompung Thom.